# Philips P5000
Philips P5000 (P5000 series) је била серија професионалних рачунара фирме Philips која је почела да се производи у Холандији од 1978. године.
Користили су Intel 8080 као микропроцесор. RAM меморија рачунара је имала капацитет од 128 KB. 
Као оперативни систем кориштен је посебни Филипсов систем.

## Детаљни подаци
Детаљнији подаци о рачунару P5000 series су дати у табели испод.
|                       |                                                         |
| [ 1 ]                 |                                                         |
| Произвођач            |                                                         |
| Тип                   | професионални рачунар                                   |
| Меморија              | 128 KB                                                  |
| Поријекло             | Холандија                                               |
| Година                | 1978                                                    |
| Тастатура             | 82 тастера са едит и тастерима смјера                   |
| Процесор              |                                                         |
| Фреквенција процесора | непознато                                               |
| RAM                   | 128 KB                                                  |
| ROM                   | непознато                                               |
| Текст                 | 80 стубова x 28 линија + 3 контролне линије             |
| Графика               | нема                                                    |
| Боја                  | једна боја, зелена                                      |
| Звук                  | мали звучник                                            |
| Димензије             | главна јединица 56 (ширина) x 48 (дубина) x 68 (висина) |
| Портови               |                                                         |
| Оперативни систем     | посебни                                                 |